# 리소엘라
리소엘라(학명: Rissoella verruculosa 리소엘라 베루쿨로사[*])는 진정홍조강 돌가사리목에 속하는 홍조류의 일종이다. 리소엘라과(Rissoellaceae)와 리소엘라속(Rissoella)의 유일종이다.유럽의 발레아레스 제도, 프랑스 코르시카, 이탈리아, 스페인, 대서양의 카나리아 제도, 아프리카의 튀니지, 서남아시아의 터키 등에서 발견된다.